# Mychajlo Fomin
Mychajlo Fomin (ukrainisch Михайло Фомін, * 1981 in Mykolajiw, Ukrainische SSR) ist ein ukrainischer Bergsteiger.
Fomin kletterte von Jugend an mit seinem Vater im Krimgebirge. Später führten ihn Expeditionen des ortsansässigen Alpinisten-Clubs zu den Bergen des Kaukasus, des Pamir und des Tian Shan.
2011 machte er erstmals mit der Eröffnung einer neuen Route auf den Südgipfel des Uschba auf sich aufmerksam. Zusammen mit seinen Landsmännern Igor Chaplinsky und Vitali Todorenko durchstieg er den Südpfeiler auf der eröffneten Route Harakternik (C1, 6c, A3, 800 Hm) und überquerte den Berg in fünf Tagen im Alpinstil. Im Herbst 2014 gelang ihm zusammen mit Mykyta Balabanow und Viacheslav Polezhaiko die Erstbesteigung des Nordwest-Pfeilers des Langshisa Ri über die eröffnete Route Snow Queen (ED, M5, WI4, 1500 Hm). Sie stiegen über die Südwand ab, die Begehung dauerte acht Tage.
Vom 18. bis 23. Oktober 2015 durchstieg Fomin zusammen mit Balabanow erstmals den Nord-Nordwest-Pfeiler des Talung über die eröffnete Route Daddy Magnum Force (M6, AI6, A3, über die ganze Route ED2, 2350 m, 1700 Hm) – eine der „hausragendsten Leistungen im Bergsport“ 2015. Fomin und Balabanow wurden dafür 2016 mit dem Piolet d’Or ausgezeichnet.
Fomin ist verheiratet, Vater eines Sohnes und arbeitet in der Informationstechnologiebranche.